# 아사바정
아사바정(일본어: 浅羽町)은 일본 시즈오카현 이와타군의 태평양에 위치했던 정이다.

## 지리
시즈오카 현의 엔슈 중부에 위치한다.

## 역사
- 1955년 - 사치우라촌, 히가시아사바촌, 니시아사바촌과 합병해 아사바촌이 성립하였다.
- 1956년 - 정으로 승격해 아사바정이 되었다.
- 2005년 4월 1일 - 후쿠로이시와 합병해 새로운 후쿠로이시가 되었다.

## 교통

### 도로
- 국도 150호선